# Kaiserock
Kaiserock je dlouhý dvouřadý šosatý kabát s princesově utvářenými zády, užívaný v 18. a 19. století jako stylový svatební kabát na Horácku. Stejné konstrukce je i kratičký červený podlužácký dolman, inspirovaný uniformou rakouské jízdy z 50. let 19. století. 